# Hydatophylax magnus
Hydatophylax magnus är en nattsländeart som först beskrevs av Martynov 1914.  Hydatophylax magnus ingår i släktet Hydatophylax och familjen husmasknattsländor. Inga underarter finns listade i Catalogue of Life.